# Isumi
Isumi (いすみ市, Isumi-shi) är en stad i den japanska prefekturen Chiba på den östra delen av ön Honshu. Den har cirka 40 000 invånare. Staden är belägen på Bosohalvön, vid kusten mot Stilla havet, och ingår i Tokyos storstadsområde. Isumi fick stadsrättigheter 5 december 2005 vid
en sammanslagning av kommunerna Isumi, Misaki och Ōhara.

## Källor

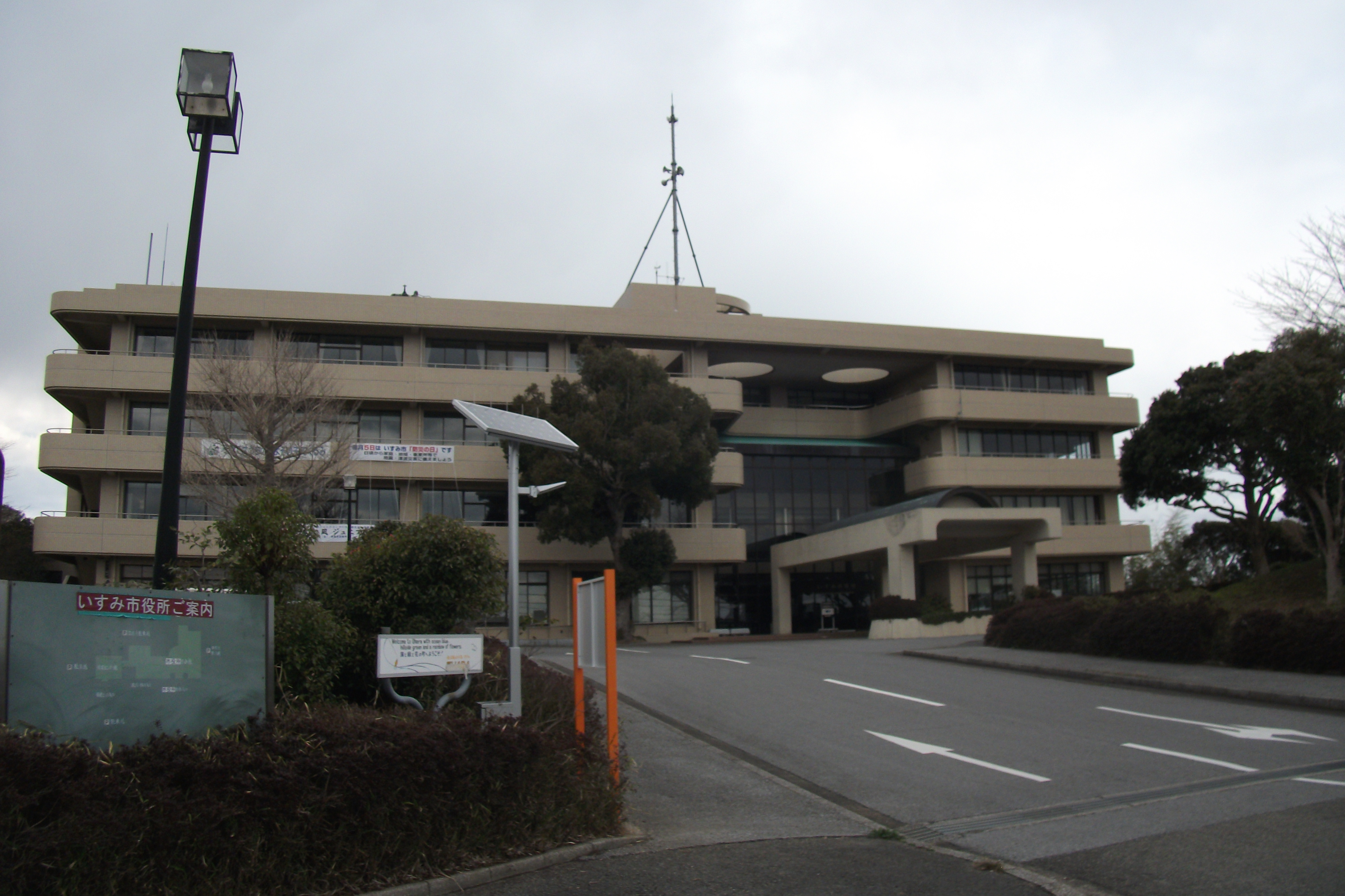
Stadshuset i Isumi